# 폭시젠
폭시젠(영어: Foxygen)은 2005년 캘리포니아주 웨스트레이크빌리지에서 결성한 미국의 인디 록 듀오이다. 다양한 악기를 연주하는 조나단 라도와 보컬리스트 샘 프랜스로 구성되어 있으며, 6개의 정규 음반과 다섯 개의 EP를 발매하였다.

## 역사
라도와 프랜스는 둘 다 14살일 때 고등학교에서 밴드를 시작하였다. 2005년 결성 이후에는 사이키델리아와 아방가르드의 영향을 받은 실험 음악을 연주하였다. 아구라 고등학교에서 열린 밴드 대회에서 1등을 차지하기도 하였다. 2007년부터 2011년까지 스스로 네 장의 EP를 발매하였다. 이후 2011년 초, 프로듀서인 리처드 스위프트가 폭시젠을 발굴하였다.

## 디스코그래피
정규 음반
- Jurrassic Exxplosion Phillipic (2007)
- Take the Kids Off Broadway (2011)
- We Are the 21st Century Ambassadors of Peace & Magic (2013)
- ...And Star Power (2014)
- Hang (2017)
- Seeing Other People (2019)

EP
- Electric Sun Machine (2005)
- Catfood, Dogfood, Motor Oil (2005)[1]
- Ghettoplastikk! (2009)
- Kill Art (2009)
- EP 2011 (2011)

싱글
- "Make It Known" (2012)
- "Shuggie" (2012)
- "San Francisco" (2013)
- "No Destruction" (2013)
- "We Are the 21st Century Ambassadors of Peace & Magic" (2013)
- "How Can You Really" (2014)
- "Coulda Been My Love" (2014)
- "Cosmic Vibrations" (2014)
- "24 Hour Lover Man" (2015)
- "America" (2016)
- "Follow the Leader" (2016)
- "On Lankershim" (2017)[2]
- "Mrs. Adams" (2017)
- "Livin' a Lie" (2019)